# Jorge Hernando Nieto
Jorge Hernando Nieto Rojas (Pacho, Cundinamarca, 1954) es un oficial general de la Policía Nacional de Colombia. Fue el director general de esa institución desde 2016 hasta el 10 de diciembre del 2018.

## Biografía
El oficial nació en Pacho y creció en La Peña. Es abogado de la Universidad la Gran Colombia (enlace roto disponible en Internet Archive; véase el historial, la primera versión y la última)., administrador de empresas de la Universidad Cooperativa de Colombia y especialista en servicio policial. Con estudios en gerencia de la Investigación Judicial, Formación de Conciliadores en Derecho y Gerencia de la Consultoría de la Seguridad Ciudadana. Está casado con la señora Martha Lucía Rodríguez y es padre de Juan Felipe, Laura Daniela y María Paula.
En 1980 ingresó a la Escuela de Cadetes de Policía General Francisco de Paula Santander. Tras su graduación como Subteniente, el 16 de mayo de 1981, asumió como comandante de Sección de Vigilancia en la Policía Metropolitana de Bogotá y dos años más tarde comenzó su especialización en la lucha contra el narcotráfico. Nieto Rojas lleva 35 años de servicio institucional. Lideró la entonces naciente Unidad Especial de Investigación de la Dijin, un selecto grupo antimafia que hasta la fecha trabaja en alianza con autoridades de Estados Unidos y Europa para dar con los principales cabecillas del narcotráfico, y desarticular sus emporios criminales y económicos.
En su larga trayectoria de servicio a la comunidad, se destacó como Comandante del Departamento de Policía Meta de 2003, director de la Escuela de Estudios Superiores de Policía de 2006, director de Talento Humano entre 2006 y 2008, agregado de Policía en México de 2007, comandante de la Región de Policía n.º 4, responsable de la seguridad de Cauca, Nariño y Valle del Cauca de 2011 y director de la Dirección de Investigación Criminal e Interpol de 2013. Tras su exitosa labor, en 2014 asumió la Dirección de Seguridad Ciudadana, posteriormente fue nombrado subdirector general de la Policía Nacional, en enero de 2016, y el 17 de febrero del mismo año, asumió como director general.
En su rol como oficial reposan 138 felicitaciones y 66 condecoraciones, entre las que sobresalen la Cruz al Mérito Policial, la Estrella de la Policía, en grado de Gran Oficial; la Orden Mérito a la Democracia del Senado de la República, en la categoría Gran Caballero; la Orden al Mérito de la Presidencia de la República entre otros reconocimientos. El 17 de febrero de 2016 fue nombrado como director de la policía en reemplazo de Rodolfo Palomino.
| Predecesor: Rodolfo Palomino | Director general de la Policía Nacional de Colombia 20 de febrero de 2016 - 17 de diciembre de 2018 | Sucesor: Oscar Atehortúa Duque |